# Soda Stereo (Album)
Soda Stereo ist das Debütalbum des argentinischen Trios Soda Stereo. Das Album gewann Platin in Argentinien und ebnete der Rockband den Weg für ihre Karriere. Im Gegensatz zu ihren späteren Werken mit mystischen Texten ist der Unterton des ersten Albums ironisch, was sich nicht nur an den Textzeilen, sondern bereits an den Songnamen bemerkbar macht („Warum kann ich nicht vom Jet-Set sein?“). Diese Einstellung spiegelt die Situation des Landes zu der Zeit wider, in der es nach dem Ende der Diktatur und dem Krieg auf den Malwinen zu einer Aufbruchstimmung kam und die argentinische New-Wave ihren Anlauf nahm.

## Geschichte
Nachdem sich Gitarrist Gustavo Cerati und Bassist Zeta Bosio in der Universität kennengelernt hatten, entschlossen sie sich, mit Drummer Charly Alberti eine Band zu gründen. Mit Soda Stereo hatten sie sich bereits im Underground einen Namen gemacht und so bekamen sie im Jahr 1985 die Gelegenheit, ihr erstes Album bei Sony Music aufzunehmen. Produziert wurde dieses von dem Leadsänger der argentinischen New-Wave-Gruppe Virus. Das Endprodukt war nicht so, wie die Band es sich vorgestellt hatte. Es überwogen Popklänge und der vorgesehene Rocksound wurde im Studio heruntergeschraubt. Die Stereo-Tour verlief vom 7. September 1984 bis zum 31. August 1985. Insgesamt gab es 42 Konzerte.

## Tracks
| #  | Songname (Übersetzung)                                                      | Komponist                                    | Länge |
| -- | --------------------------------------------------------------------------- | -------------------------------------------- | ----- |
| 1  | ¿Por Qué No Puedo Ser Del Jet-Set? (Warum kann ich nicht vom Jet-Set sein?) | Gustavo Cerati/Carlos Ficicchia              | 2:20  |
| 2  | Sobredosis De T.V. (Überdosis T.V.)                                         | Gustavo Cerati                               | 4:10  |
| 3  | Te Hacen Falta Vitaminas (Dir fehlen Vitamine)                              | Gustavo Cerati/Hector Bosio                  | 2:38  |
| 4  | Tratame Suavemente (Behandel mich sanft)                                    | Daniel Melero                                | 3:24  |
| 5  | Dietetico (Diätetisch)                                                      | Gustavo Cerati                               | 3:46  |
| 6  | Tele-Ka (Telekinesis)                                                       | Gustavo Cerati                               | 2:26  |
| 7  | Ni Un Segundo (Nichtmal eine Sekunde)                                       | Gustavo Cerati/Hector Bosio                  | 3:25  |
| 8  | Un Misil En Mi Placard (Eine Rakete in meinem Schrank)                      | Gustavo Cerati                               | 3:04  |
| 9  | El Tiempo Es Dinero (Zeit ist Geld)                                         | Gustavo Cerati                               | 2:54  |
| 10 | Afrodisiacos (Afrodisiakum)                                                 | Gustavo Cerati/Hector Bosio                  | 4:20  |
| 11 | Mi Novia Tiene Biceps (Meine Freundin hat Muskeln)                          | Gustavo Cerati/Hector Bosio/Carlos Ficicchia | 2:23  |

## Singles
Als Singles wurden Te Hacen Falta Vitaminas, Sobredosis de T.V. und ¿Por Qué No Puedo Ser Del Jet-Set? ausgekoppelt.

## Videoclips
- Te Hacen Falta Vitaminas
- Dietetico